# Abel Tamata
Abel Tamata (* 5. prosince 1990, Bergen op Zoom, Nizozemsko) je nizozemský fotbalový obránce s kořeny z DR Kongo, který v současnosti působí v klubu PSV Eindhoven. Hraje nejčastěji na levé straně obrany.

## Klubová kariéra
Profesionální fotbalovou kariéru zahájil v PSV Eindhoven, klubu, ve kterém prošel mládežnickými týmy. Sezónu 2012/13 strávil na hostování v klubu Roda JC Kerkrade.